# مانفريد باومان
مانفريد باومان (بالألمانية: Manfred Baumann)‏ هو مصور موضة ومصور نمساوي، ولد في 1968 في فيينا في النمسا.

## وصلات خارجية
- مانفريد باومان على موقع IMDb (الإنجليزية)